# Eugen Hahn (General)
Eugen Hahn (* 22. Juli 1884 in Bösingen; † 10. August 1938 in Heidelberg) war ein deutscher Generalleutnant und Kommandeur der 5. Infanterie-Division der Wehrmacht.

## Leben
Hahn trat am 1. Oktober 1902 als Fahnenjunker in das Infanterie-Regiment „Alt-Württemberg“ (3. Württembergisches) Nr. 121 der Württembergischen Armee ein und avancierte bis Ende Januar 1904 zum Leutnant. Von 1909 bis 1911 diente er als Adjutant des I. Bataillons, stieg anschließend zum Regimentsadjutanten auf und wurde in dieser Eigenschaft am 27. Januar 1912 zum Oberleutnant befördert. Nach dem Beginn des Ersten Weltkriegs rückte er mit seinem Regiment über das neutrale Luxemburg auf Longwy vor und beteiligte sich an der Eroberung der Festung. Daran schlossen sich Kämpfen in den Argonnen, Nordfrankreich und Belgien an. Am 8. November 1914 zum Hauptmann befördert, verlegte Hahn mit seinem Regiment Ende des Monats an die Ostfront und war in den kommenden Monaten in Kampfhandlungen gegen die Russische Armee eingebunden. Ende März 1915 erfolgte seine Versetzung als Generalstabsoffizier zum XIII. (Königlich Württembergisches) Armee-Korps. Nachdem er bereits beide Klassen des Eisernen Kreuzes erhalten hatte, wurde Hahn in dieser Stellung am 4. Juni 1915 mit dem Ritterkreuz des Militärverdienstordens ausgezeichnet.
Im September 1915 kehrte Hahn mit dem Generalkommando an die Westfront zurück und wurde 1916 Erster Generalstabsoffizier im Stab der 26. Division (1. Königlich Württembergische). Nach Kämpfen an der Somme, bei Arras und in Flandern verlegte sein Großverband nach Italien, war in die Zwölfte Isonzoschlacht eingebunden und kehrte Anfang Januar 1918 in Vorbereitung auf die Deutsche Frühjahrsoffensive nach Frankreich zurück, wo er bis Kriegsende verblieb.
Nach dem  Waffenstillstand von Compiègne war Hahn ab 1919 zunächst im Reichswehrministerium tätig und wurde am 31. Juli 1920 in das Reichswehr-Schützen-Regiment 113 versetzt. Mit der Ernennung zum Kompaniechef erfolgte am 1. Januar 1921 seine Versetzung in das Infanterie-Regiment 13. Daran schloss sich ab Oktober 1922 für drei Jahre eine Verwendung beim Stab des Gruppenkommandos 2 in Kassel an und zugleich fungierte er als Verbindungsoffizier des Heeres bei der Marinestation der Ostsee. Hahn stieg zwischenzeitlich am 1. Januar 1924 mit RDA vom 1. April 1923 zum Major auf und war anschließend in der Heeres-Ausbildungs-Abteilung (T 4) des Truppenamtes wieder im Reichswehrministerium tätig. Am 1. Februar 1929 wurde Hahn zum Oberstleutnant befördert und am 1. Oktober 1929 als Kommandeur des III. Bataillons im 13. (Württembergisches) Infanterie-Regiment nach Ulm versetzt. Er war vom 1. Oktober 1931 bis zum 30. September 1933 Kommandeur dieses Regiments und avancierte am 1. Januar 1932 zum Oberst. Nach einer Verwendung als Kommandant von Ulm wurde Hahn am 1. Oktober 1934 unter Beförderung zum Generalmajor zum Kommandeur der neuformierten 5. Infanterie-Division ernannt. Als solcher stieg er am 1. August 1936 zum Generalleutnant auf und starb zwei Jahre später in Heidelberg.